# Gerson Barreto
Gerson Barreto (Lima, Provincia de Lima, Perú, 18 de agosto de 1995) es un futbolista peruano. Juega de centrocampista y su equipo actual es el Club Deportivo Universidad César Vallejo de la Liga 1 de Perú. Tiene 29 años.

## Trayectoria
Barreto fue formado en las divisiones menores del Club Universitario de Deportes. En el año 2013 estuvo en el banco de suplentes de la mano de Ángel Comizzo contra José Gálvez en Chimbote, sin embargo no pudo debutar. Fue parte de la lista de buena fe que hizo el conjunto crema para la Copa Libertadores 2014. Hizo su debut profesional en Primera División el 9 de agosto de 2015 ante Sport Loreto, debutó bajo el mando del técnico colombiano Luis Fernando Suárez, por la decimoquinta fecha del Campeonato Descentralizado 2015.
Entre los años 2014 y 2015 alternó entre el primer equipo y el equipo de reservas, con el que obtuvo dos títulos. En 2016 fue cedido en préstamo por una temporada a la Academia Cantolao para disputar la Segunda División del Perú. Debido a su ascenso a la primera división, se prolongó su préstamo por un año más, hasta el 31 de diciembre de 2017. Ante la negativa de poder contratar jugadores, Universitario le realizó una oferta a renovar la cual fue desechada por el jugador ya que quería continuidad, decidiendo permanecer en la Academia Cantolao. En un encuentro contra Sport Boys, el jugador recibió una dura falta de Carlos Neyra, esta lesión lo dejó cinco meses fuera de la cancha.
Luego de 88 partidos disputados en tres años y medio, el 3 de julio decidió disolver su vínculo con la Academia Cantolao para volver a Universitario de Deportes junto a Carlos Olascuaga por pedido de Ángel Comizzo. Firmó contrato hasta diciembre de 2020. Su mejor partido desde su llegada se realizó en el clásico del fútbol peruano contra Alianza Lima en el Estadio Monumental ante 58 mil personas, Gerson fue elegido el mejor jugador del partido. En 2020 fue habitual titular dentro del esquema de Universitario, disputando la Copa Libertadores 2020, siendo eliminados por Cerro Porteño en la segunda ronda. Jugó un total de 28 partidos y fue campeón del Torneo Apertura, perdiendo la final nacional frente a Sporting Cristal. El 9 de enero de 2021 se hizo oficial su renovación por dos temporadas. Jugó la Copa Libertadores 2022 frente a Barcelona, sin embargo, su club perdió la llave en la segunda ronda del torneo. Tras la llegada de Jordan Guivin, perdió el titularato y fue una de las primeras piezas de cambio. Al final de la temporada no se le renovó su contrato.
Para el 2024 ficha por la Universidad César Vallejo para afrontar la Liga 1 2024. El club acabó en el puesto 17 de la tabla de la Liga 1 2024 al final de la temporada, por lo que terminó descendiendo a la Liga 2.

## Estadísticas

### Clubes
Actualizado de acuerdo al último partido jugado el 22 de octubre de 2023.
| Universitario de Deportes · Perú | 1.ª           | 2015          | —   | — | — | — | — | — | 0   | 0 |
| A. D. Cantolao · Perú            | 2.ª           | 2016          | 21  | 0 | — | — | — | — | 21  | 0 |
| A. D. Cantolao · Perú            | 1.ª           | 2017          | 38  | 1 | — | — | — | — | 38  | 1 |
| A. D. Cantolao · Perú            | 1.ª           | 2018          | 18  | 0 | — | — | — | — | 18  | 0 |
| A. D. Cantolao · Perú            | 1.ª           | 2019          | 11  | 0 | 2 | 0 | — | — | 13  | 0 |
| A. D. Cantolao · Perú            | Total club    | Total club    | 88  | 1 | 2 | 0 | 0 | 0 | 90  | 1 |
| Universitario de Deportes · Perú | 1.ª           | 2019          | 14  | 1 | — | — | — | — | 14  | 1 |
| Universitario de Deportes · Perú | 1.ª           | 2020          | 26  | 0 | — | — | 2 | 0 | 28  | 0 |
| Universitario de Deportes · Perú | 1.ª           | 2021          | 18  | 1 | — | — | 5 | 0 | 23  | 1 |
| Universitario de Deportes · Perú | 1.ª           | 2022          | 26  | 0 | — | — | 2 | 0 | 28  | 0 |
| Universitario de Deportes · Perú | Total club    | Total club    | 84  | 2 | 0 | 0 | 9 | 0 | 93  | 2 |
| Cusco F. C. · Perú               | 1.ª           | 2023          | 33  | 1 | — | — | — | — | 33  | 1 |
| Cusco F. C. · Perú               | Total club    | Total club    | 33  | 1 | 0 | 0 | 0 | 0 | 33  | 1 |
| Total carrera                    | Total carrera | Total carrera | 205 | 4 | 2 | 0 | 9 | 0 | 216 | 4 |
| 1. 2.                            |               |               |     |   |   |   |   |   |     |   |

## Palmarés

### Títulos nacionales
| Título                    | Club                      | País | Año    |
| ------------------------- | ------------------------- | ---- | ------ |
| Torneo de Reservas        | Universitario de Deportes | Perú | 2014-I |
| Torneo de Reservas        | Universitario de Deportes | Perú | 2015-I |
| Segunda División del Perú | Academia Cantolao         | Perú | 2016   |
| Torneo Apertura           | Universitario de Deportes | Perú | 2020   |